# Мендагалиев, Гафур Сифатович
Гафур Сифатович Мендагалиев (2 июня 1954) — советский и российский живописец и скульптор, график и художник книги.

## Биография
Гафур Мендагалиев родился в городе Камызяк (Астраханская область). После окончания средней школы поступил в Астраханское художественное училище им. П. А. Власова (АХУ, 1979—1983), преподаватель — Ш. А.-Х. Такташев. Служил в Советской армии (1973—1975). Некоторое время подрабатывал оформителем. Впоследствии преподавал в Астраханском художественном училище (до 1985). Стажировался в Абрамцево (резьба по дереву). В 1985 году переехал жить в Ленинград, где продолжил обучение живописи в студии художника А. В. Кондратьева; посещал занятия Г. Я. Длугача. В 1987 году начал выставлять свои работы на групповых выставках (экспонент более ста экспозиций в России и за рубежом). Член группы «Кочевье».
Из статьи Н. И. Благодатова:
…<Кубизирование> живописных масс позволяло выявлять их структуру и линии тяготений. В результате создавались новые и самостоятельные духовные ценности. Гафур применил этот метод к живому городскому ландшафту обнажив его до корней, до сухожилий, осветив всполохами тревожного света. Но, как и другие мрачные художники-провидцы, Гафур как бы противоречит себе собственным творчеством. Эстетически осмысляя свои видения, он оживляет их экспрессией, мощным энергичным рисунком, ясной динамичной композицией, напряженным колоритом. Каждая работа сопровождается массой эскизов, которые выглядят совершенно самостоятельной графикой. В графике он склонен к формальному эксперименту — рисунки по газетной основе, коллажи, иногда вводит в картины текст: Пейзаж и пейзаж с фантастическими фигурами и сценами (кстати, в последнее время помимо Петербурга, Гафур населяет кентаврами и Париж) не единственная тема художника. В присущей ему символической манере он решает многочисленные сюжеты с человеком и зверем, касается он и религиозной тематики, внося в неё экспрессивное сопереживание современного художника. Особая серия <Стол> разрабатывается уже несколько лет с массой подтекстов, иногда, как в работе <Последний ужин>, он совмещает стол и пейзаж…

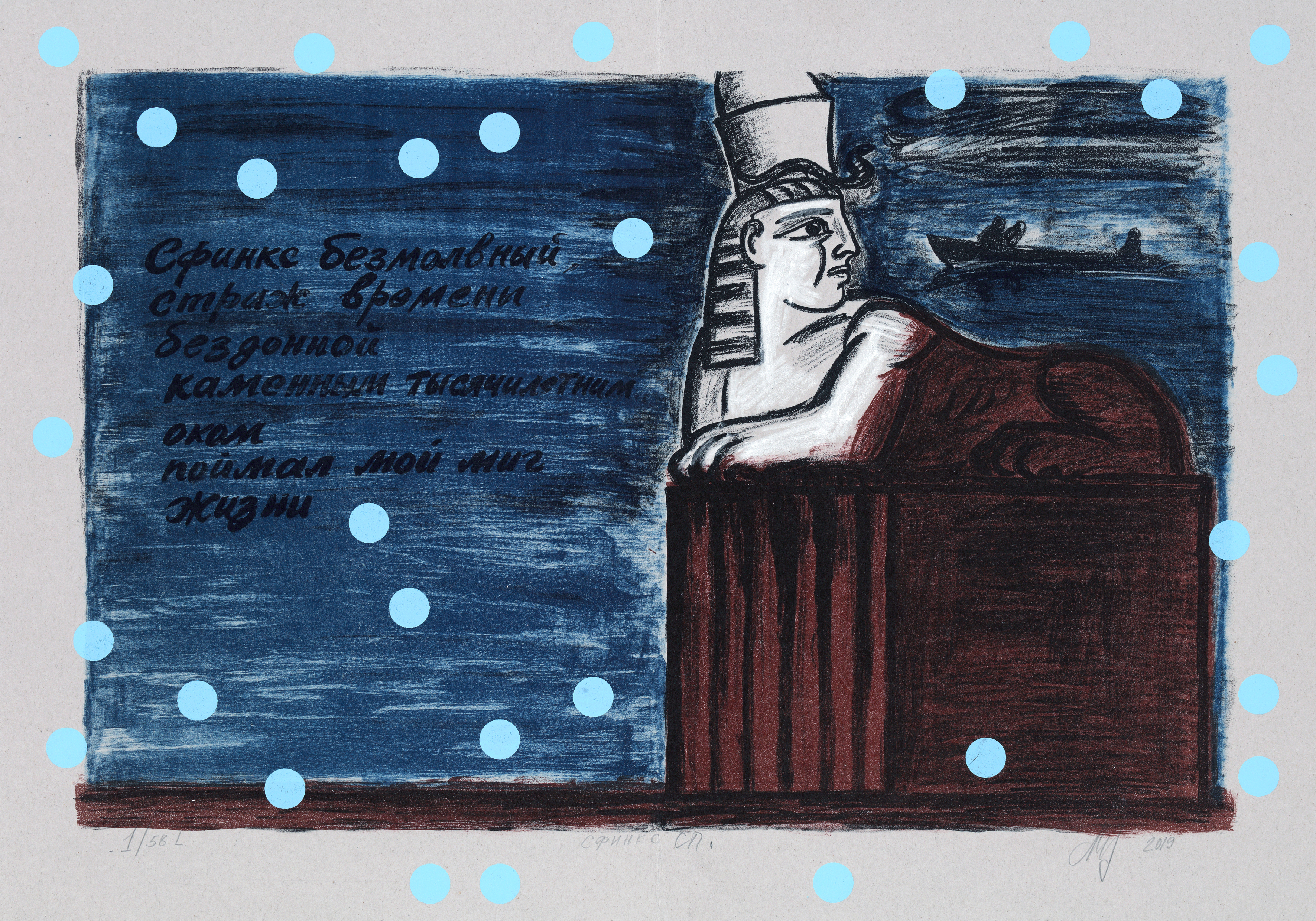
Сфинкс СПб (для проекта Город как субъективность художника). 2019—2020, 42 х 59,4 см, б., литография в три цвета, авторская подкраска белым карандашом, шелкография голубым.

Художник работает в области авторской книги. Является одним из участников крупного группового изданий в формате книги художника — Город как субъективность художника (2020).
Персональные выставки художника прошли в Санкт-Петербурге, Париже и Мюнхене (Opera Galerie, Париж, 1993; Galerie Kloska und Vinogradov, Мюнхен, 1995; Galerie im Stiegoibaus, Мюнхен, 1997; Галерея Меднис, 1995; Калининград, 2000; Музей городской скульптуры, 2002 (СПб); Кафе бродячая собака, 2007 (СПб); Дворец конгрессов, Константиновский дворец, 2008; Дягилевский центр СПбГУ, 2010 (СПб); Пушкинская 10, 2012 (СПб); Борей, 2013 (СПб); Рахманинов отель, 2014 (СПб); Матисс-клуб, 2017 (СПб); Гильдия мастеров, 2017 (СПб), Галерея Абрис, 2020 (СПб) и др.
Живёт и работает в Санкт-Петербурге.

## Музейные собрания
- Научная библиотека Эрмитажа. Сектор редких книг и рукописей[18].
- Государственный Русский музей. Отдел гравюры XVIII—ХХI вв.[19]
- Музей современного искусства «Гараж». Коллекция книги художника. (Москва)[20].
- Научная библиотека Третьяковской галереи. ГТГ. (Москва.)
- Музей искусства Санкт-Петербурга XX-XXI веков/ МИСП ЦВЗ Манеж. (Санкт-Петербург)[21]
- Музей нонконформистского искусства Пушкинская-10 (Санкт-Петербург)[22].
- Музей современных искусств им.С.П.Дягилева СПбГУ (Санкт-Петербург).
- Музей городской скульптуры (Санкт-Петербург).
- Астраханская картинная галерея имени П. М. Догадина (Астрахань)[23][24][25].
- Ярославский художественный музей.
- Мордовский республиканский музей изобразительных искусств имени С. Д. Эрьзи (Саранск).
- Сахалинский областной государственный художественный музей (Южно-Сахалинск)[26].

## Галерея

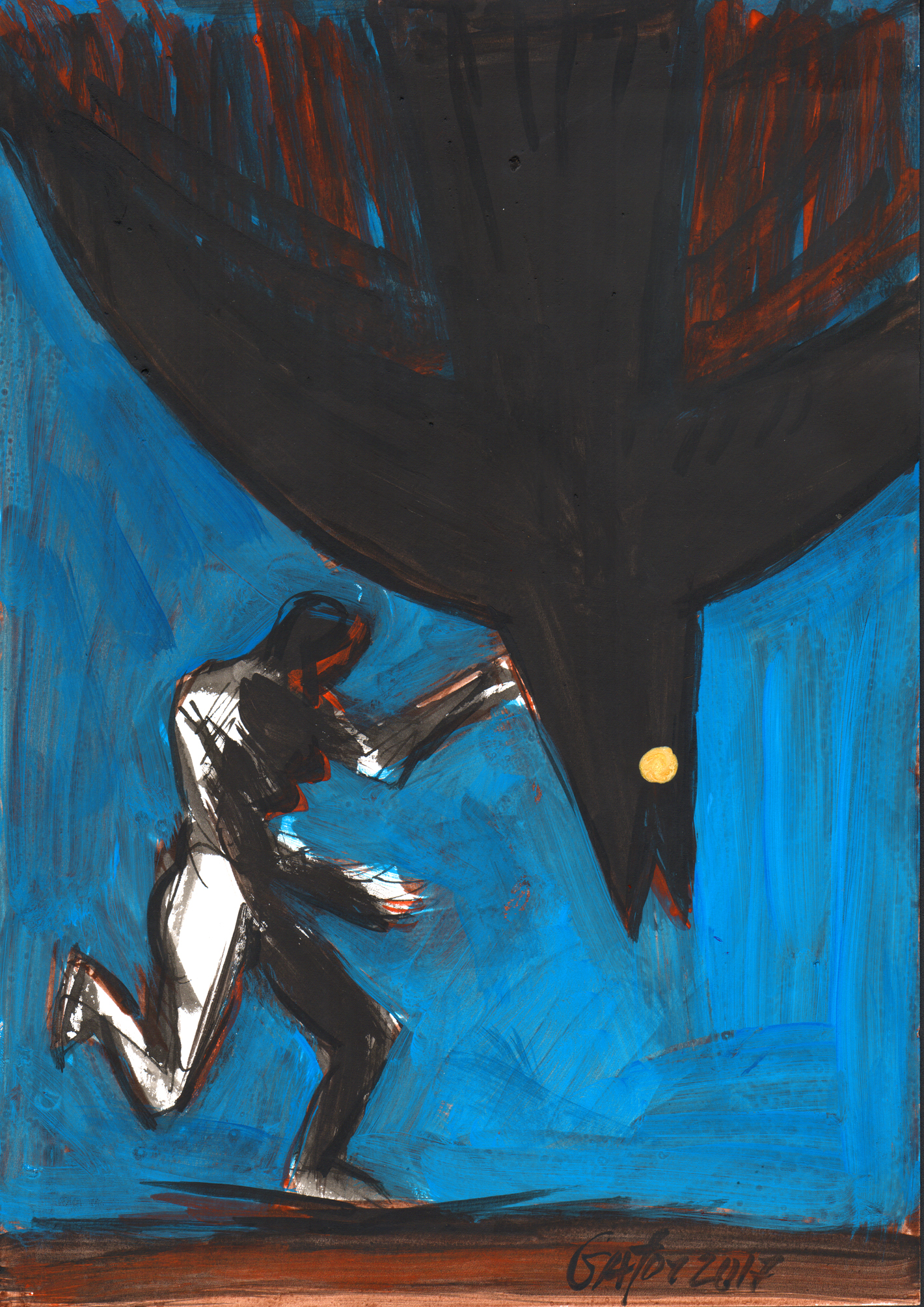
Птица, 2017, 42 х 29,5 см, б., гуашь.
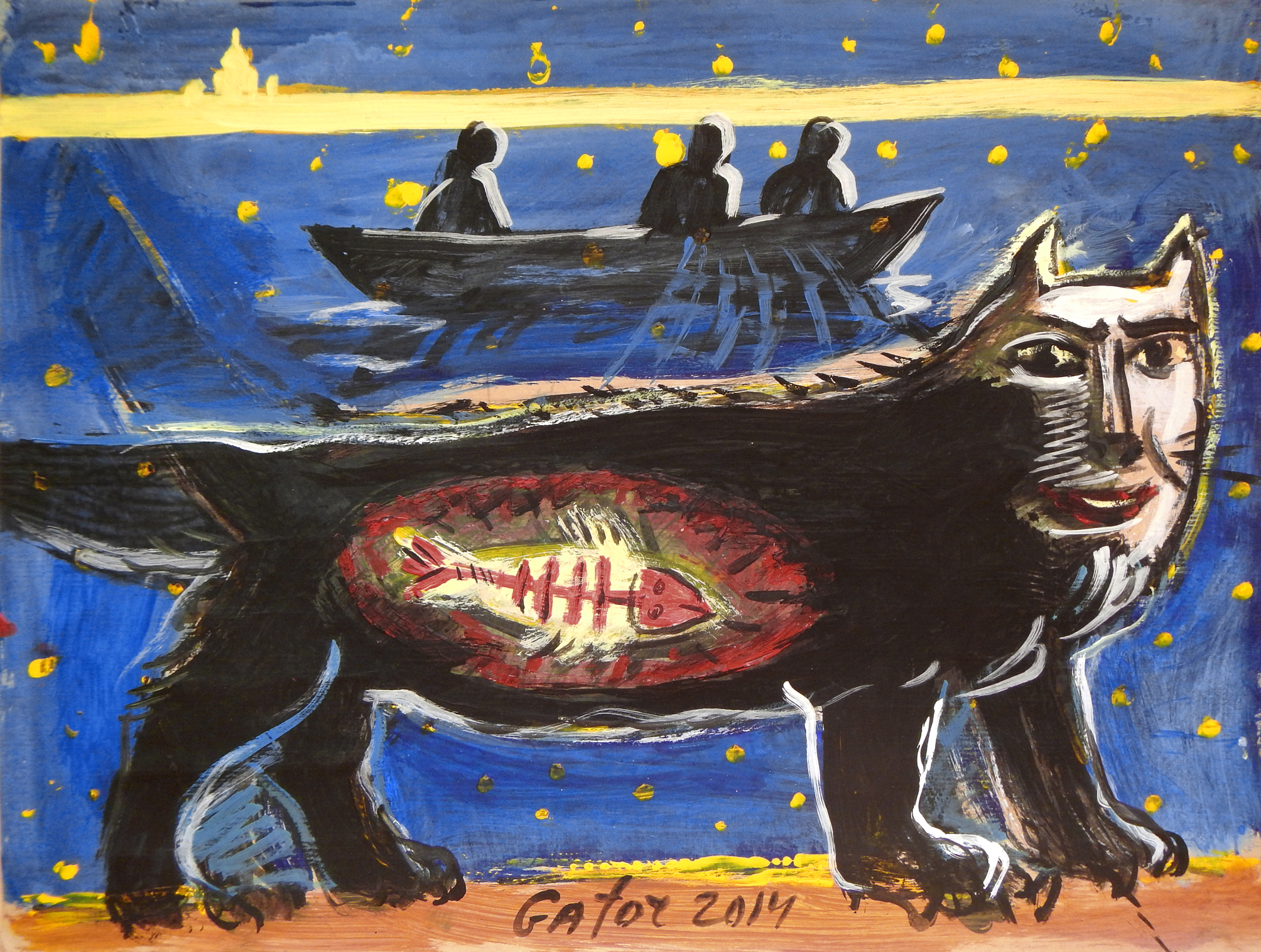
Кот Петербург, 2014, 31,7 х 45см, б., гуашь.
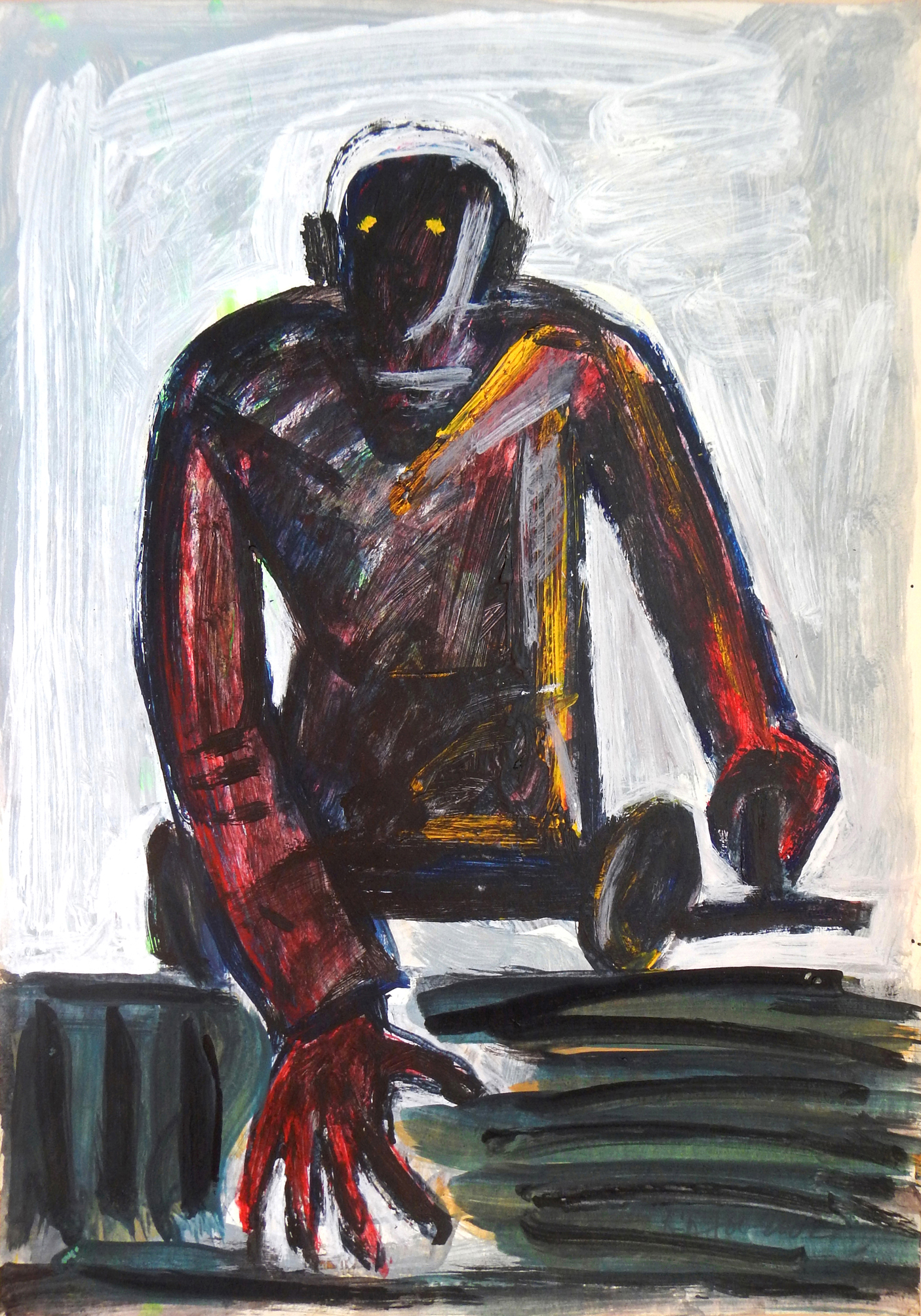
Машина по производству денег, 2008, 43,6 х 30,5 см, б., гуашь.
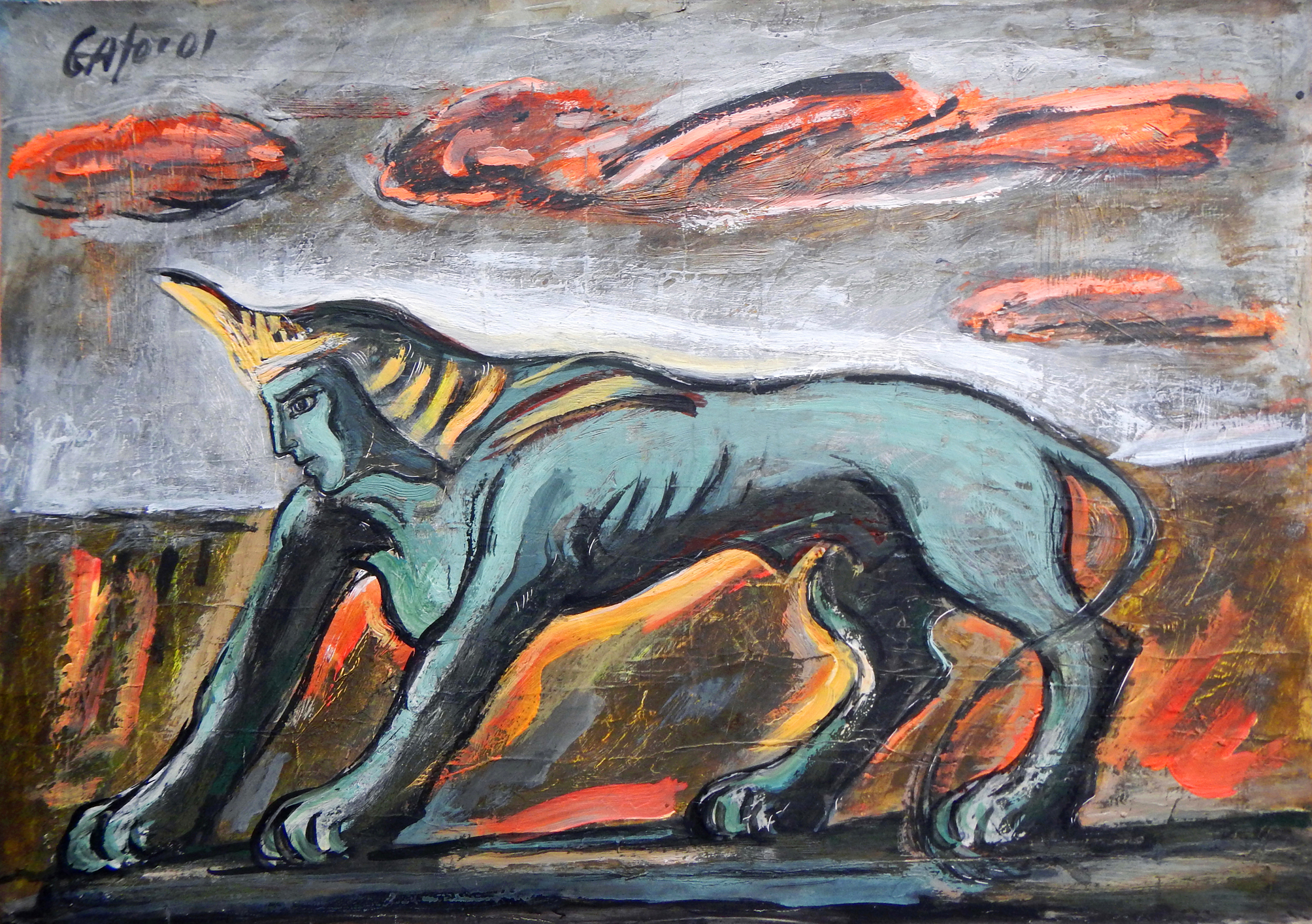
Сфинкс Санкт-Петербурга, 2007, 29,4 х 42 см, б., левкас, гуашь.
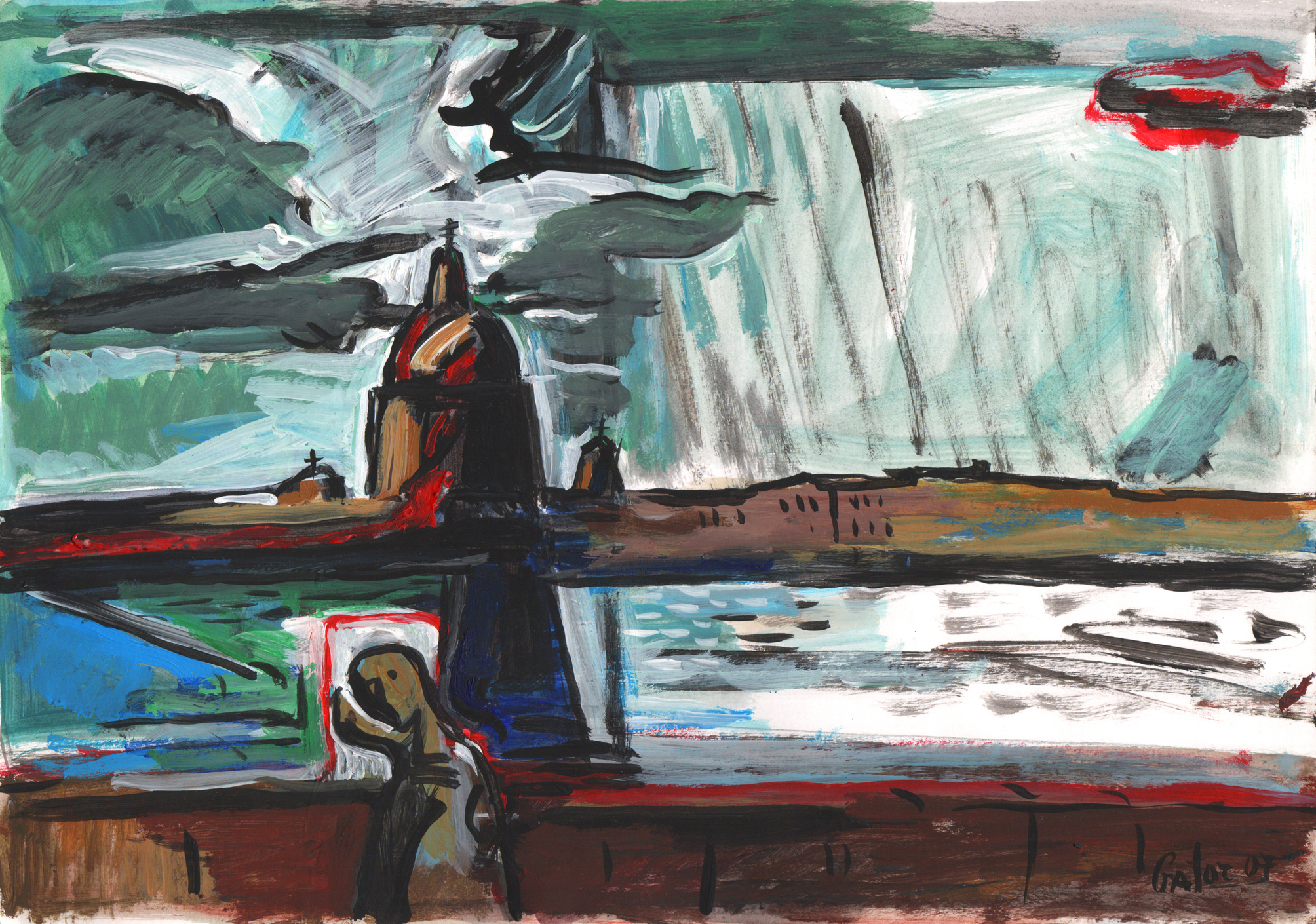
Набережная, 2007, 29,6 х 42 см, б., гуашь.
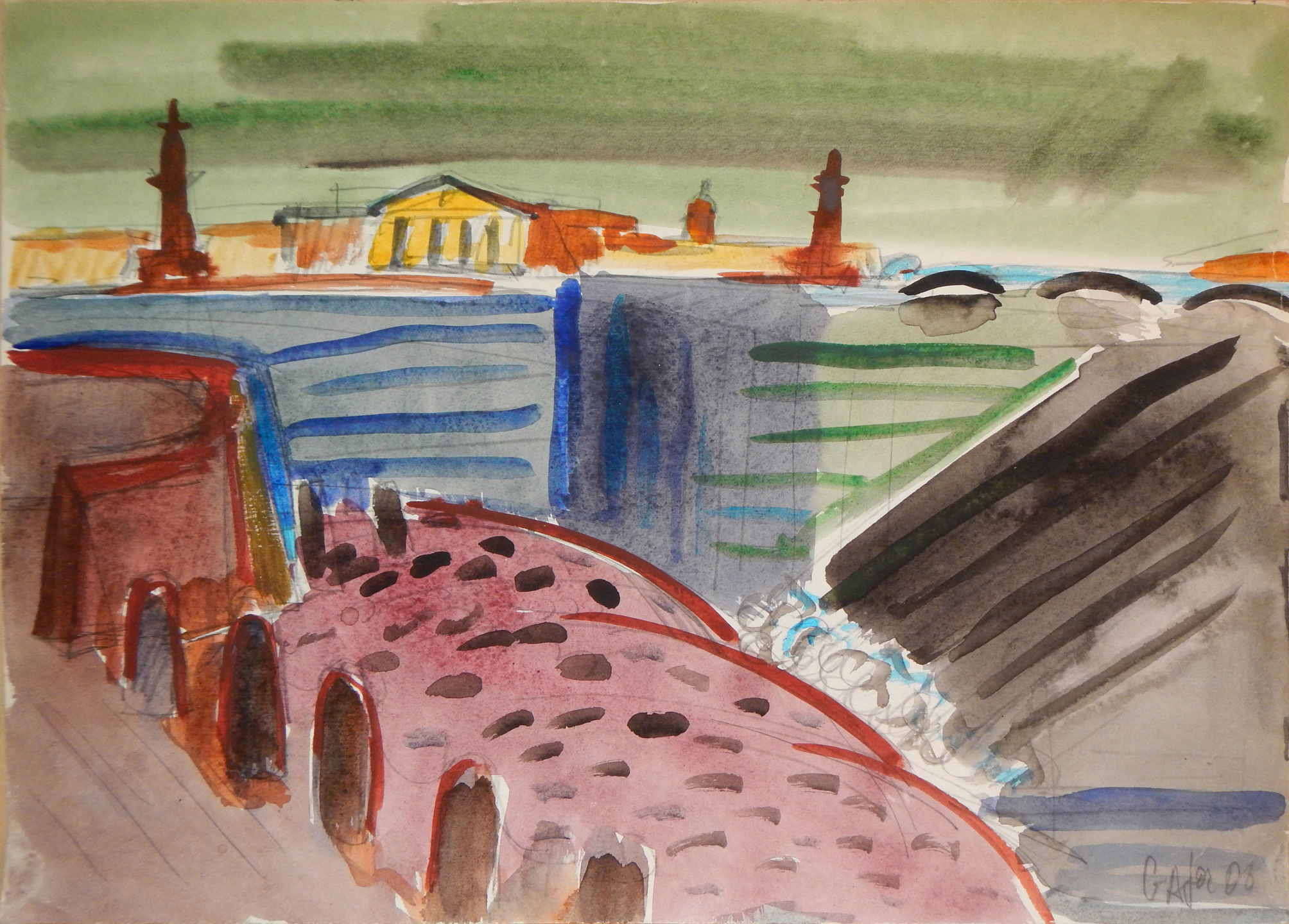
С-Петербург, 2006, 31 х 43,6 см, б., акварель.
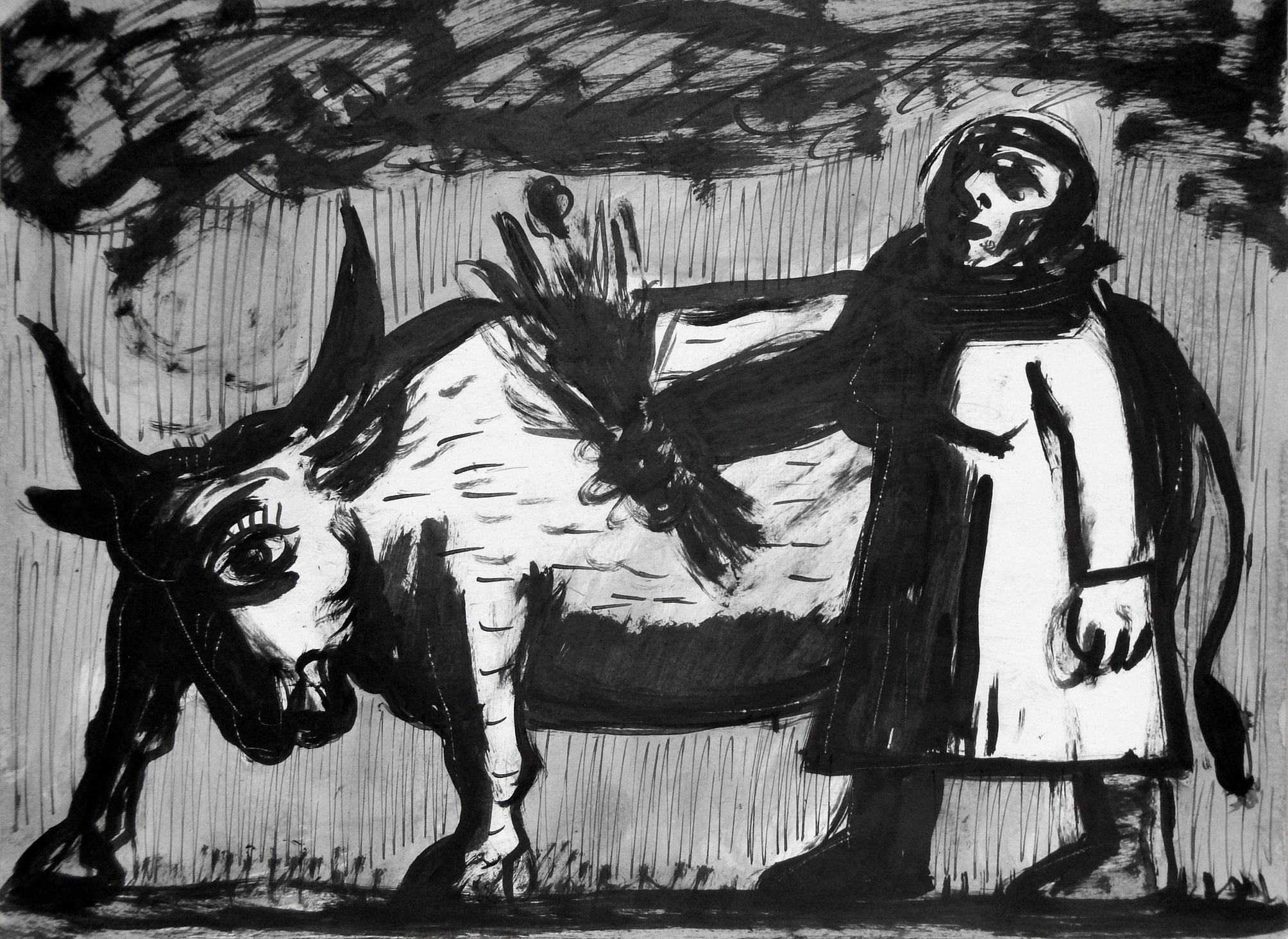
Баба с быком, 2004, 31,6 х 43,5 см, б., гуашь.